# Leucorrhinia frigida
Leucorrhinia frigida – gatunek ważki z rodziny ważkowatych (Libellulidae). Występuje na terenie Ameryki Północnej.